# デビッド・サンマルチノ
デビッド・サンマルチノ（David Lugogo Sammartino、1960年9月29日 - ）は、アメリカ合衆国の元プロレスラー。ペンシルベニア州ピッツバーグ出身。父親は元WWWF世界ヘビー級王者のブルーノ・サンマルチノ。

## 来歴
父親のブルーノ・サンマルチノからはプロレス入りを反対されていたが、ブルーノの弟子であるラリー・ズビスコのコーチを受け、1978年に19歳でデビュー。本名のデビッド・サンマルチノ（David Sammartino）名義でテキサスのアマリロ地区など各地を転戦して実戦を積み、プエルトリコのWWCではルーク・グラハム、ブルドッグ・ブラワー、トール・タナカとも対戦した。
1980年7月、全日本プロレスの『サマー・アクション・シリーズ』に初来日。同シリーズにはブルーノのWWWF王座に再三挑戦したアーニー・ラッドとブルーザー・ブロディをはじめ、ブルーノの腹心ドミニク・デヌーチも同時参戦していた。ブルーノの主戦場だったWWFでは、地元のペンシルベニアをはじめとする地方興行に出場し、バロン・シクルナ、ジョニー・バリアント、ワイルド・サモアンズなどと対戦。1981年6月7日にはウェストバージニア州ホイーリングにおいてデヌーチと組み、レックス&スポットのザ・ムーンドッグスが保持していたWWFタッグ王座に挑戦した。
1981年下期より、 ブルーノ・サンマルチノ・ジュニア（Bruno Sammartino Jr.）のリングネームでNWAのジョージア・チャンピオンシップ・レスリングに参戦。テッド・デビアス、ミスター・レスリング2号、ブルース・リード、スティーブ・オルソノスキーなどベビーフェイスの人気選手と共闘して、ミネソタ・レッキング・クルー、マスクド・スーパースター、ジミー・スヌーカ、テリー・ゴディ、オースチン・アイドル、トーア・カマタ、ザ・グレート・カブキらと対戦した。1982年にはブルーノも参画していたキラー・コワルスキー主宰のIWFにて師匠格のラリー・ズビスコと対戦。1983年はジョージアに戻ってズビスコとの因縁の抗争を展開、ポール・エラリングやロード・ウォリアーズとも対戦した。1984年3月には全日本プロレスに再来日している。

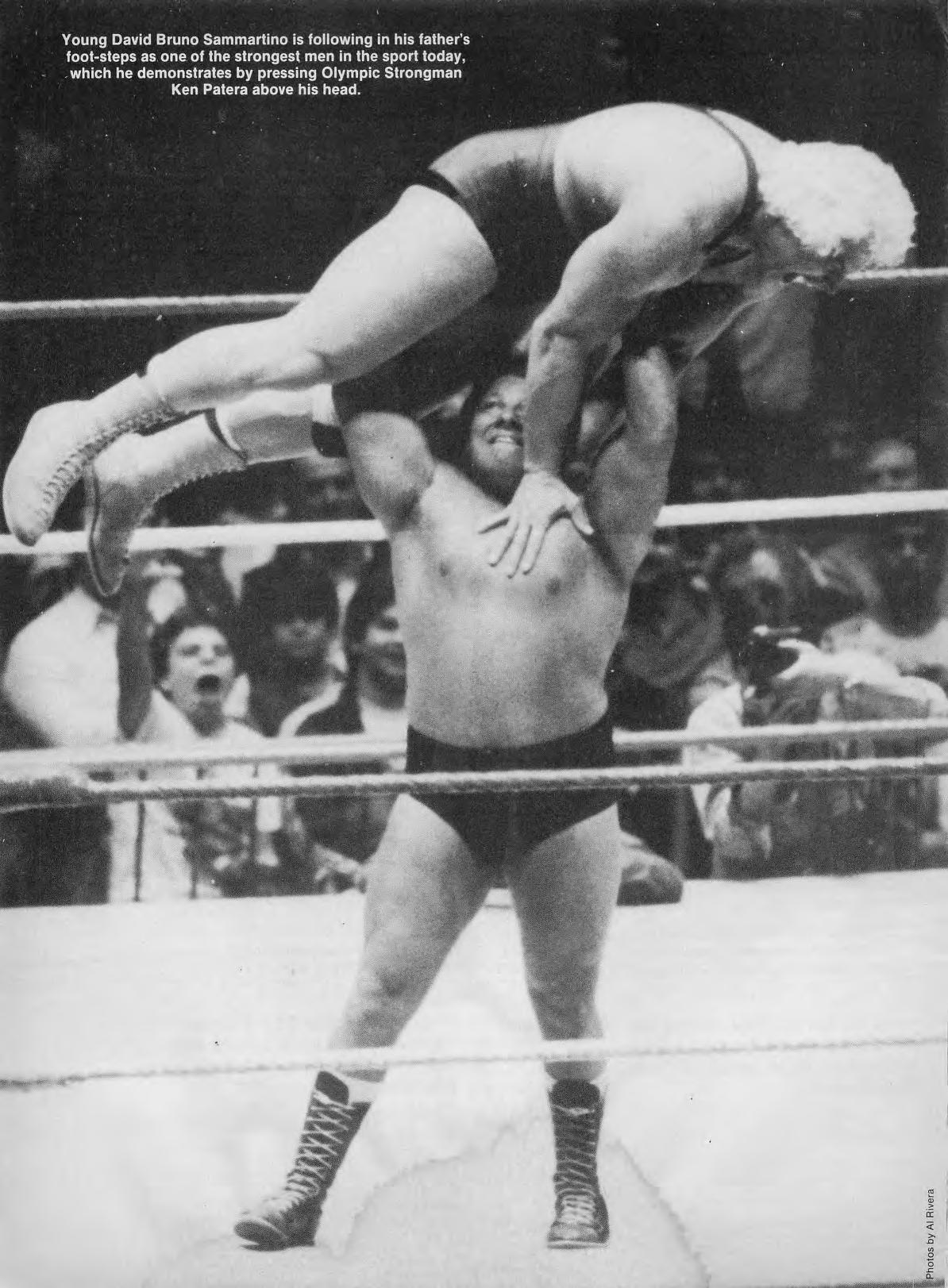
ケン・パテラをリフトアップするデビッド（1985年）

1984年9月より、ビンス・マクマホン・ジュニアの新体制下となったWWFに参戦。リングネームをデビッド・サンマルチノに戻して、ジェリー・バリアント、ブッチャー・バション、レネ・グレイ、ミスター・フジなどベテランのジョバーを相手に勝利を重ね、ロディ・パイパー、デビッド・シュルツ、アイアン・シーク、ケン・パテラ、ビッグ・ジョン・スタッド、バディ・ローズなどヒールのトップ選手と対戦。1985年3月31日にニューヨークのマディソン・スクエア・ガーデンで行われたレッスルマニアの第1回大会では、引退していたブルーノをセコンドに迎えてブルータス・ビーフケーキとのシングルマッチが組まれた。その後は一時的に復帰したブルーノとの親子タッグも実現したが、ブルーノが衆目を集める一方、デビッドは観客の支持を得ることができず、1986年にWWFを退団。
WWF離脱中はAWAに出場し、1986年2月4日にユタ州ソルトレイクシティ、3月11日にネバダ州ラスベガスにて、ブルーノとも因縁の深いスタン・ハンセンのAWA世界ヘビー級王座に連続挑戦。その後、1987年7月よりWWFに再登場し、アイアン・マイク・シャープ、フレンチ・マーチン、ドン・ムラコ、タイガー・チャン・リー、テリー・ギッブス、ホセ・エストラーダ、スティーブ・ロンバルディ、ボリス・ズーコフなどと対戦したが、アンダーカードのポジションから脱することはできなかった。
以降はカリフォルニア州マリナ・デル・レイのユニバーサル・レスリング・フェデレーションなどのインディー団体を転戦、1988年7月と1990年3月には全日本プロレスに来日したが、1990年代はセミリタイア状態となる。1996年12月にはWCWに登場、同月16日にフロリダ州ペンサコーラで収録されたマンデー・ナイトロにおいて、ディーン・マレンコのWCWクルーザー級王座に挑戦した。デビッド自身の回想によると、この試合はエリック・ビショフに絶賛され、J・J・ディロンからは正式契約を持ち掛けられたというが、当時35歳という年齢もネックになったためか、実現には至らなかった。
引退後はトレーニングジムで個人トレーナーとして働き、2010年時点では全盛期に引けをとらない肉体を維持していた。2010年4月10日、地元ペンシルベニアのフランクリンで行われたインターナショナル・レスリング・カーテルのイベント "IWC Night of Legends 2010" に出場、因縁のラリー・ズビスコとのレジェンドマッチで勝利を収めた。

### ファントム・サブミッション・マッチ
1985年11月22日、ペンシルベニア州フィラデルフィアのフィラデルフィア・スペクトラムで開催されたプリズムのTV興行にて、デビッドはベテランのジョバーである"ビッグ" ロン・ショーとシングルマッチで対戦した。ブルーノが絡まない興行では基本的に前座試合に甘んじていたデビッドにとって、地元ペンシルベニアでの凱旋興行におけるセミファイナル出場を与えられた形となったが、そのような状況下でショーはデビッドにシュートを仕掛けた。
試合開始後間もなく、ショーはデビッドをコーナーポストに強烈に叩き付け、その直後からボディスラムを7連発。デビッドは3発目を喰らった時点で、すでにショーのフォールを返せないほどのグロッキー状態となり、異常な事態を察知した会場は騒然となった。結局、デビッドはショーにベアハッグを極められた直後にギブアップの意志を示し、レフェリーのダスティ・フェルドバウマーが試合を止める形でデビッドの敗退が決まったが、会場は混乱の極みに達し、フェルドバウマーがショーの勝利を宣告するまでには暫くの時間を要するほどであった。実況担当者も事態を飲み込むことが出来ず、コメンテーターのゴリラ・モンスーン（ブルーノの古い友人でもある）も狼狽して「デビッドはギブアップしていない。彼は子供の頃から勝利を諦めたことはない」と無理な擁護をしたことから、この試合はWWFのファンの間ではファントム・サブミッション・マッチ（The Phantom Submission Match）と呼ばれるようになり、1980年代のWWFを代表する不穏試合として記憶されることとなった。
以後、デビッドは試合を組まれることが無いまま、1986年初旬にWWFを解雇された。1984年に始まったWWFの全米侵攻の折、マクマホンは引退していたブルーノを現役に復帰させるためだけにデビッドを雇用したとされており、起用法を巡ってサンマルチノ父子とは常に確執を抱えていたという。現役復帰後のブルーノは、ロディ・パイパーやランディ・サベージとの抗争で視聴者の支持を得るようになり、マクマホンは用済みとなったデビッドを放逐する名目を作るべく、ロン・ショーにシュートを仕掛けさせたとされている。後年のインタビューではデビッド本人もマクマホンとの確執を認めており、ショーも「ビッグ・アプセット（大番狂わせ）」とも呼ばれたこの試合について問われた際「あの試合が何であったのかを決めるのは、プロレスファン次第でしかない」と答えるだけであったという。
なお、デビッドは1987年7月にWWFに復帰するが、翌1988年3月9日、ニューヨーク州ウォータータウンで行われたハウス・ショーで、スティーブ・ブラックマンに敗退した直後、観客と口論になり乱闘沙汰を起こして警察に逮捕される騒動を起こしている。事態を重く見たWWFはデビッドを再び解雇、その後デビッドはWWFへ復帰することは無かった。後年、デビッドがインタビューで語ったところによると、会場で執拗に絡んできた相手は巨漢の男性で、怪我をさせるような行為はしていなかったにもかかわらず（アメリカではファンがレスラーに不用意に手を出した場合、時に手痛い報復を受ける不文律がある）、解雇されただけでなくロイヤルティーを踏み倒される事態にまで至ったことは過度に重い処罰であり、ブルーノも「この事件は（発生の1週間前に）私がWWFを離脱したことに対するビンス・マクマホンからの報復だろう」と語っていたという。

## 得意技
- フィギュア・フォー・レッグロック
- バックブリーカー
- ランニング・ニー・ドロップ
- パワースラム
- フロント・フェイスロック

## 獲得タイトル
ニューヨーク・ステーツ・レスリング・フェデレーション
- NYSWFヘビー級王座：1回

ノース・アメリカン・レスリング
- NAWヘビー級王座：1回

サザン・チャンピオンシップ・レスリング
- SCWヘビー級王座：1回